# Tabanus cneus
Tabanus cneus är en tvåvingeart som beskrevs av Philip 1974. Tabanus cneus ingår i släktet Tabanus och familjen bromsar.
Artens utbredningsområde är Thailand. Inga underarter finns listade i Catalogue of Life.